# Banshun
Banshun (晩春, Brasil: Pai e Filha / Portugal: Primavera Tardia) é um filme japonês de 1949, dirigido por Yasujiro Ozu e escrito por Kogo Noda, baseado no livro Chichi to musume, do escritor e crítico japonês Kazuo Hirotsu. O filme foi escrito e filmado durante a Ocupação do Japão pelas Forças Aliadas e estava sujeito aos critérios de censura da Ocupação. Estrelado por Chishū Ryū, que apareceu em quase todos os filmes do diretor, e Setsuko Hara, marcando sua primeira de seis colaborações com Ozu, esse foi o primeiro longa da chamada "trilogia Noriko" de Ozu, sucedida por Bakushū (1951) e Tōkyō Monogatari (1953); em cada um deles Hara retrata uma jovem chamada Noriko, embora as três Norikos sejam personagens distintas e que não posuem relação alguma, ligadas principalmente por seu status de mulheres solteiras no Japão do pós-guerra.
Banshun pertence ao gênero de cinema japonês conhecido como shomin-geki, estilo este que trata do cotidiano comum das classes trabalhadora e média dos tempos modernos. O filme é frequentemente considerado o primeiro no período criativo final do diretor, "o principal protótipo do trabalho [do diretor] nas décadas de 1950 e 1960". Esses filmes são caracterizados, entre outras particularidades, por um foco exclusivo em histórias sobre famílias durante o imediato pós-guerra do Japão, uma tendência que carrega enredos muito simples e o uso de uma câmera geralmente estática.
Banshun foi lançado em 19 de setembro de 1949, com aclamação da crítica por parte da imprensa japonesa. No ano seguinte, recebeu o prestigioso prêmio Kinema Junpo como a melhor produção japonesa lançada em 1949. Em 1972, o filme foi lançado comercialmente nos Estados Unidos, sendo, novamente, avaliado muito positivamente. Banshun foi intitulado como o trabalho "mais perfeito" do diretor, e "o filme definitivo da abordagem e linguagem cinematográfica mestre de Ozu", além de ser chamado de "um dos mais perfeitos, mais completos e um dos estudos mais bem-sucedidos de personagens já alcançados no cinema japonês". Na versão de 2012 da pesquisa da Sight & Sound sobre "Os Maiores Filmes de Todos os Tempos", publicada pelo British Film Institute (BFI), Banshun aparece como o segundo filme japonês com melhor classificação na lista, em 15º lugar, atrás do próprio Tōkyō Monogatari de Ozu, listado em 3º.

## Sinopse
O filme se inicia com uma cerimônia do chá. O professor Shukichi Somiya (Chishū Ryū), viúvo, tem apenas uma filha, Noriko (Setsuko Hara), uma moça de 27 anos que cuida da casa e das necessidades diárias — cozinhar, limpar, consertar, etc. — de seu pai. Em uma viagem de compras a Tóquio, Noriko encontra um dos amigos de seu pai, o professor Jo Onodera (Masao Mishima), que mora em Kyoto. Noriko sabe que Onodera, que era viúvo como seu pai, casou-se novamente recentemente e Noriko diz a ele que acha a própria ideia de seu novo casamento desagradável, até mesmo "suja". Onodera, e mais tarde seu pai, provocam-na por ter tais pensamentos.

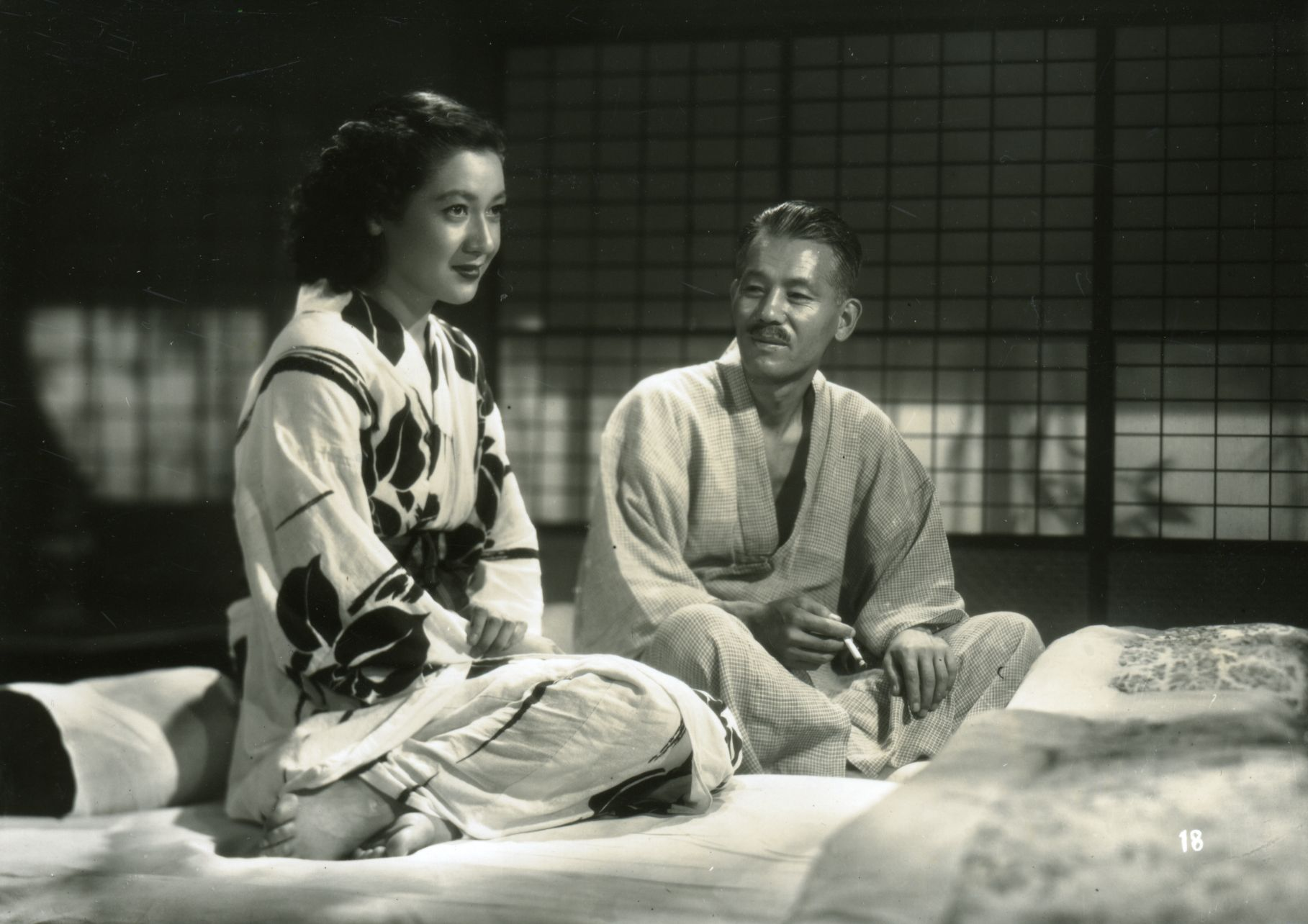
Setsuko Hara como Noriko e Chishū Ryū como Shukichi em Banshun

A irmã de Shukichi, tia Masa (Haruko Sugimura), convence-o de que já é hora de sua filha se casar. Noriko é amiga do assistente de seu pai, Hattori (Jun Usami), e tia Masa sugere que seu irmão pergunte a Noriko se ela poderia estar interessada em Hattori. Quando ele toca no assunto, porém, Noriko ri: Hattori está noivo de outra mulher há algum tempo.
Destemida, Masa pressiona Noriko para se encontrar com um jovem casado, um graduado da Universidade de Tóquio, chamado Satake que, acredita Masa, tem uma forte semelhança com Gary Cooper, ator americano. Noriko recusa, explicando que não deseja se casar com ninguém, pois isso deixaria seu pai sozinho e desamparado. Masa surpreende Noriko ao afirmar que ela também está tentando arranjar um casamento entre Shukichi e a Sra. Miwa (Kuniko Miyake), uma jovem viúva atraente, conhecida de Noriko. Se Masa tiver sucesso, Noriko não terá desculpa.
Em uma apresentação de noh com a presença de Noriko e seu pai, onde este cumprimenta sorridente a Sra. Miwa, Noriko fica enciumada. Mais tarde, quando seu pai tenta convencê-la a conhecer Satake, ele diz a ela que pretende se casar com a Sra. Miwa. Davastada, Noriko decide relutantemente conhecer o jovem e, para sua surpresa, tem uma impressão muito favorável dele. Sob pressão de todos, Noriko consente com seu casamento arranjado.
Os Somiya fazem uma última viagem juntos antes do casamento, visitando Kyoto. Lá eles reencontram o Professor Onodera e conhecem sua família. Noriko muda de opinião sobre o novo casamento de Onodera quando descobre que sua nova esposa é uma pessoa legal. Enquanto arrumam a bagagem para a viagem de volta para casa, Noriko pergunta ao pai por que eles não podem simplesmente ficar como estão agora, mesmo que ele se case novamente – ela não consegue se imaginar mais feliz do que vivendo cuidando dele. Shukichi a adverte, dizendo que ela deve abraçar a nova vida que construirá com Satake, na qual ele, Shukichi, não fará parte, porque "essa é a ordem da vida e da história humana". Noriko pede perdão ao pai por seu "egoísmo" e concorda em prosseguir com o casamento.

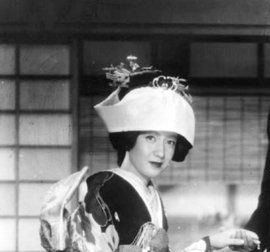
Noriko (Setsuko Hara) em um shiromuku (traje tradicional de casamento)

Chega o dia do casamento de Noriko. Em casa, pouco antes da cerimônia, Shukichi e Masa admiram Noriko, que está vestida com um traje tradicional de casamento (shiromuku). Noriko agradece ao pai pelo cuidado que teve com ela ao longo de sua vida e parte em um carro alugado para o casamento. Depois, Aya (Yumeji Tsukioka), uma amiga divorciada de Noriko, vai com Shukichi a um bar, onde ele confessa que sua ideia inicial de que se casar com a Sra. Miwa foi apenas uma estratégia para persuadir Noriko a se casar. Aya, emocionada com seu feito, promete visitá-lo com frequência. Nisso, o filme se encerra com Shukichi voltando para casa sozinho.

## Elenco
- Chishu Ryu como Shukichi Somiya, pai de Noriko
- Setsuko Hara como Noriko Somiya, filha de Shukichi
- Yumeji Tsukioka como Aya Kitagawa, amiga de Noriko
- Haruko Sugimura como Masa Taguchi, irmã de Shukichi e tia de Noriko
- Hohi Aoki como Katsuyoshi Taguchi, filho de Jo Onodera
- Jun Usami como Shuichi Hattori, assistente de Shukichi
- Kuniko Miyake como Akiko Miwa, viúva que inicia um relacionamento com Shukichi
- Masao Mishima como Jo Onodera, colega de Shukichi
- Yoshiko Tsubouchi como Kiku Onodera, a nova esposa do Sr. Onodera
- Yoko Katsuragi como Misako
- Toyoko Takahashi como Shige
- Jun Tanizaki como Seizo Hayashi
- Yoko Benisawa como dona de uma casa de chá

## Produção

### Os censores da Ocupação

#### Problemas de censura emBanshun
O evento central de Banshun é o casamento da heroína com um homem que ela conheceu apenas uma vez em um único encontro arranjado. Isto imediatamente apresentou um problema para os censores da ocupação americana. De acordo com a historiadora de cinema Kyoko Hirano, esses agentes “consideravam feudalista o costume japonês de organizar reuniões para possíveis parceiros de casamento, o miai, porque o costume lhes parecia diminuir a importância do indivíduo”. Hirano observa que, se esta política contra a exibição de casamentos arranjados no cinema tivesse sido rigidamente aplicada, Banshun nunca poderia ter sido feito. No roteiro original (que os cineastas foram obrigados a submeter aos censores antes que a produção pudesse ser aprovada), a decisão de Noriko de se casar foi apresentada como uma decisão familiar coletiva, não uma escolha individual, e os censores aparentemente não aprovaram a ideia.
A sinopse explica que a viagem de pai e filha a Kyoto, pouco antes do casamento de Noriko, ocorre para que ela possa visitar o túmulo de sua falecida mãe. Esta motivação está ausente do filme final, possivelmente porque os censores teriam interpretado tal visita como “adoração aos ancestrais”, uma prática que eles também desaprovavam.
Qualquer referência no roteiro à devastação causada pelos bombardeios aliados foi removida. Originalmente, Shukichi comenta para a esposa de Onodera, em Kyoto, que a cidade dela é um lugar muito bonito, diferente de Tóquio, que possuía vários de seus bairros em ruínas. Os censores eliminaram a referência "às ruínas" (como uma crítica implícita aos Aliados) e, no filme final, a palavra “hokorippoi” (“empoeirado”) foi substituída para descrever a Tóquio que Shukichi morava.
Os censores, a princípio, excluíram automaticamente uma referência no roteiro a Gary Cooper, astro de Hollywood, mas depois a permitiram quando perceberam que a comparação era com o pretendente (invisível) de Noriko, Satake, que é descrito pelas personagens femininas como atraente, e foi, portanto, lisonjeiro para o ator americano.
Às vezes, as exigências dos censores pareciam irracionais. Uma frase sobre a saúde de Noriko ter sido afetada negativamente por "seu trabalho após ser recrutada pela Marinha [Japonesa] durante a guerra" foi alterada para "o trabalho forçado durante a guerra", como se até mesmo a simples menção à Marinha Japonesa fosse de alguma forma suspeito e subversivo.
Na fase de análise do roteiro pelos censores, eles exigiram que a personagem tia Masa, que a certa altura encontra uma bolsa perdida no chão e a guarda como uma espécie de amuleto de boa sorte, fosse mostrada entregando a bolsa para a polícia. Ozu respondeu transformando a situação, no filme final, em uma espécie de piada interna em que Shukichi repetidamente (e inutilmente) solicita sua irmã a entregar a bolsa à polícia. Esta mudança foi chamada de “uma espécie zombeteira de conformidade parcial com a censura”.

#### A alegada "subversão" da censura por parte de Ozu
Um estudioso, Lars-Martin Sorensen, afirmou que o objetivo parcial de Ozu ao fazer o filme era apresentar um ideal do Japão em desacordo com aquele que a Ocupação queria promover, e que ele subverteu, com sucesso, a censura para conseguir isso. "A controversa e subversiva 'mensagem' político-histórica do filme é… que a beleza da tradição, e da subjugação dos caprichos individuais à tradição e à história, ofusca de longe as tendências ocidentais importadas e impostas do Japão ocupado."

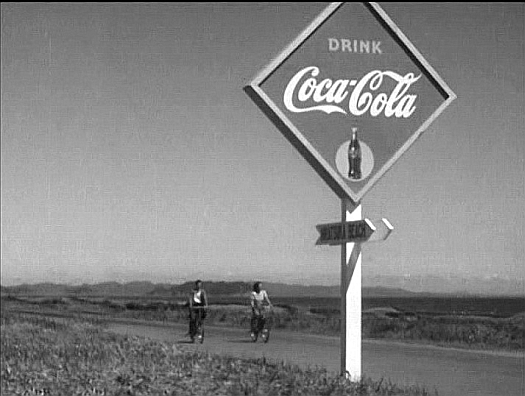
Hattori (Jun Usami) e Noriko andando de bicicleta em direção à praia (com a placa da Coca-Cola em primeiro plano)

Sorensen usa como exemplo a cena do início do filme em que Noriko e o assistente de seu pai, Hattori, andam de bicicleta em direção à praia. Eles passam por uma placa da Coca-Cola em forma de losango e por outra placa, em inglês, alertando que a capacidade de peso da ponte sobre a qual passam é de 30 toneladas: informação bastante irrelevante para este jovem casal, mas perfeitamente apropriada para veículos militares americanos que pode passar por essa estrada. (Nem a placa da Coca-Cola nem o aviso de trânsito são mencionados no roteiro aprovado pelos censores.) Sorensen argumenta que esses objetos são “referência(s) óbvia(s) à presença do exército ocupante”.
Por outro lado, Banshun, mais do que qualquer outro filme feito por Ozu, está repleto de símbolos da tradição japonesa: a cerimônia do chá que abre o filme, os templos de Kamakura, a performance noh que Noriko e Shukichi assistem, e os jardins Zen de Kyoto. Sorensen argumenta que essas imagens de marcos históricos “pretendiam inspirar admiração e respeito pelos tesouros do Japão antigo, em contraste com a impureza do presente”. Sorensen também afirma que, para o público de Ozu, “a exaltação da tradição japonesa e a herança cultural e religiosa deve ter trazido lembranças dos bons e velhos tempos, quando o Japão ainda estava vencendo suas batalhas no exterior e o nacionalismo atingiu seu auge." Para estudiosos como Bordwell, que afirmam que Ozu estava promovendo com este filme uma ideologia que poderia ser chamado de liberal, Sorensen argumenta que as resenhas contemporâneas do filme “mostram que Ozu (o diretor e suas convicções pessoais) era considerado inseparável de seus filmes, e que ele era considerado um puro conservador”.
Sorensen conclui que tal censura pode não ser necessariamente uma coisa má. "Um dos efeitos colaterais positivos de ser proibido de expor suas opiniões aberta e diretamente é que isso força os artistas a serem criativos e sutis em suas formas de expressão."

### Colaboradores de Ozu
Em Banshun, Ozu trabalhou com vários antigos colegas de seus dias de pré-guerra, como o ator Chishu Ryu e Yuharu Atsuta, diretor de fotografia. No entanto, um reencontro há muito tempo adiado com um artista e o início de uma longa colaboração com outro — o roteirista Kogo Noda e a atriz Setsuko Hara, respectivamente — provariam resultar em aclamação artística, tanto para este trabalho quanto para a carreira subsequente de Ozu.

#### Kogo Noda

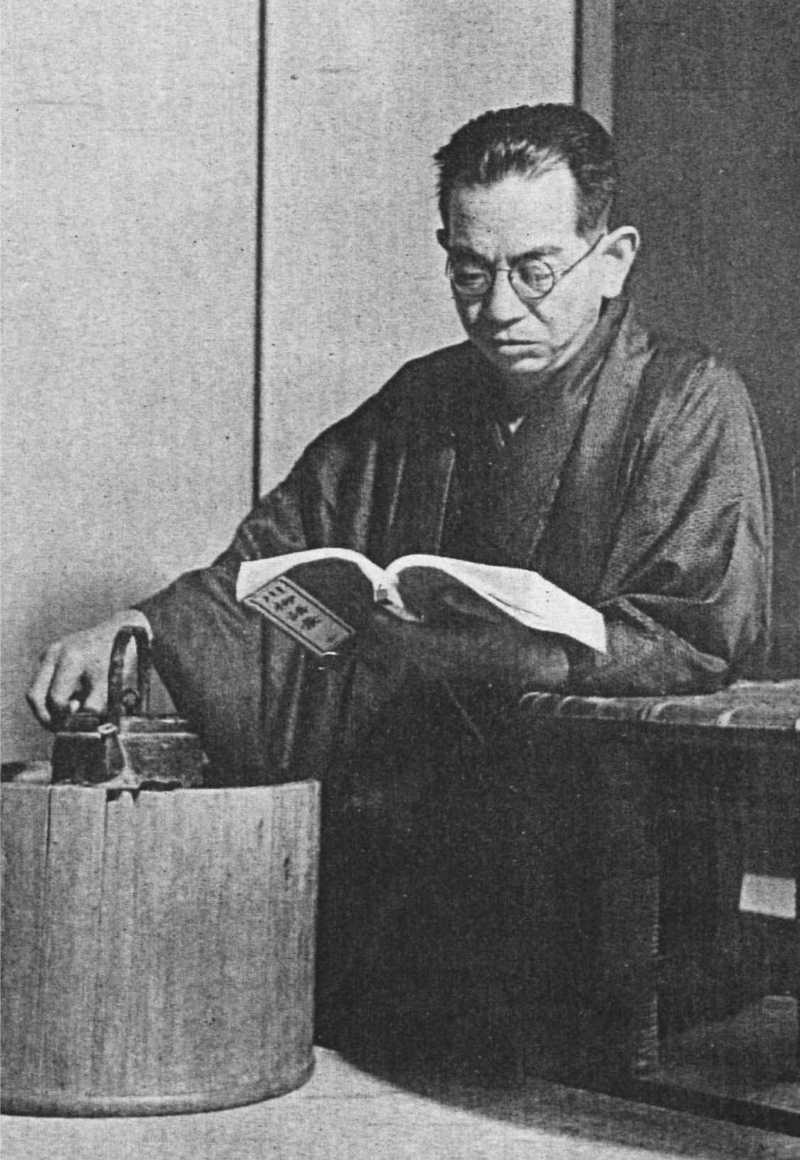
Kōgo Noda, parceiro frequente de Ozu como roteirista: de Banshun em diante, Noda colaboraria em todos os filmes de Ozu até a morte deste em 1963

Kogo Noda, um já talentoso roteirista, colaborou com Ozu no roteiro de seu filme de estreia de 1927, Zange no Yaiba. Mais tarde, Noda escreveria roteiros com Ozu (enquanto também colaborava com outros diretores) em muitos de seus melhores filmes mudos, incluindo Tōkyō no Kōrasu. No entanto, em 1949, faria quatorze anos que o diretor não colaborava com seu amigo. Apesar do longo tempo separados, o reencontro de ambos em Banshun foi tão harmonioso e bem-sucedido que Ozu trabalharia exclusivamente com Noda pelo resto de sua carreira.
Ozu disse uma vez sobre Noda: “Quando um diretor trabalha com um roteirista, eles devem ter algumas características e hábitos em comum; caso contrário, eles não se darão bem. Minha vida diária – a que horas eu acordo, quanto saquê eu bebo e assim por diante – está quase completamente de acordo com a de [Noda]. Quando trabalho com Noda, colaboramos até mesmo em pequenos diálogos. Embora nunca discutamos os detalhes dos cenários ou figurinos, a imagem mental que ele tem dessas coisas está sempre de acordo com a minha; nossas ideias nunca se cruzam ou dão errado. Nós até concordamos se um diálogo deve terminar com wa ou yo." De Banshun aos próximos anos, em parte devido à influência de Noda, todos os personagens de Ozu seriam confortavelmente de classe média e, portanto, ao contrário dos personagens de, por exemplo, Nagaya Shinshiroku ou Kaze no Naka no Mendori, eles evitariam a necessidade e desejo físico imediatos.

#### Setsuko Hara

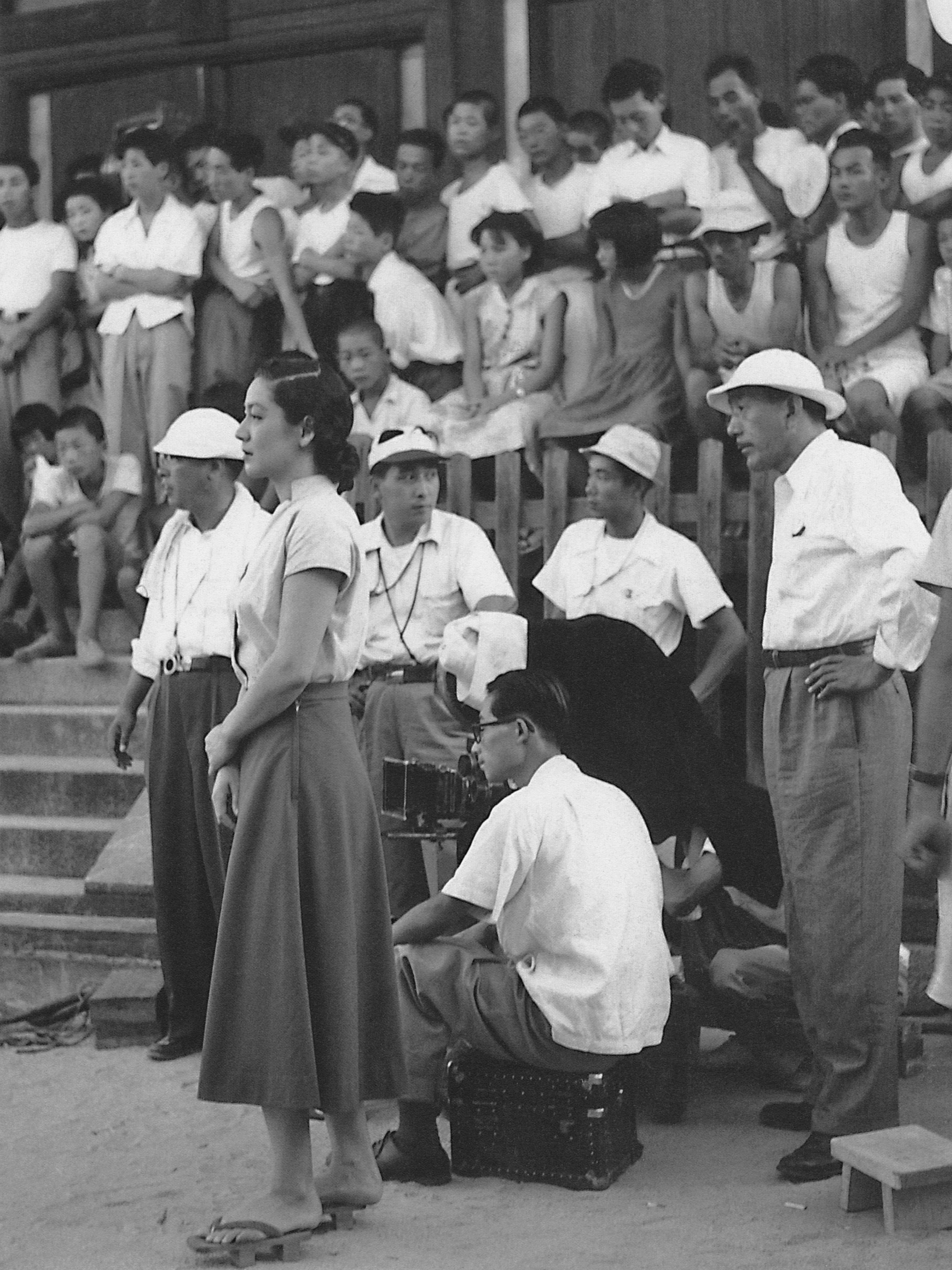
Yasujirō Ozu supervisionando Setsuko Hara em Tōkyō Monogatari (1953); Ozu está em primeiro plano, na extrema direita, com as mãos na cintura

Setsuko Hara (nascida Masae Aida em Yokohama, Kanagawa, em 17 de junho de 1920) começou a atuar desde meados da década de 1930, quando ainda era adolescente. Sua estrutura alta e traços faciais robustos — incluindo olhos muito grandes e um nariz protuberante — eram incomuns entre as atrizes japonesas da época; houve rumores, mas sem verificação, de que ela tinha um avô alemão. Ela manteve sua popularidade durante os anos de guerra, quando apareceu em muitos filmes feitos para fins de propaganda pelo governo militar, tornando-se "a heroína perfeita dos filmes de guerra". Após a derrota do Japão, ela ficou mais popular do que nunca, de modo que quando Ozu trabalhou com ela pela primeira vez em Banshun, ela já havia se tornado "uma das atrizes mais amadas do Japão".
Ozu tinha grande consideração pelo trabalho de Hara. Ele disse uma vez: “Todo ator japonês pode desempenhar o papel de soldado e toda atriz japonesa pode desempenhar o papel de prostituta até certo ponto. No entanto, é raro encontrar uma atriz [como Hara] que possa interpretar o papel de uma filha de uma boa família." Sobre sua atuação em Bakushū, ele disse certa vez: "Setsuko Hara é realmente uma boa atriz. Eu gostaria de ter mais quatro ou cinco como ela."
Além da trilogia "Noriko", Ozu a escalu em três outros papéis: como uma esposa casada e infeliz em Tōkyō Boshoku (1957), como a mãe de uma filha casada em Akibiyori (1960) e a nora do dono de uma produtora de saquê no penúltimo filme do diretor, Kohayagawa-ke no Aki (1961). Bordwell resumiu o consenso crítico da importância de Hara para o trabalho tardio de Ozu quando escreveu: "Depois de 1948, Setsuko Hara se torna a mulher arquetípica de Ozu, seja a futura noiva ou a viúva de meia-idade."

## Narrativa, temas e caracterização

### Estratégias de narrativas
Os filmes de Yasujirō Ozu são bem conhecidos por sua abordagem incomum à narrativa cinematográfica. Cenas que a maioria dos cineastas considerariam obrigatórias (por exemplo, o casamento de Noriko) muitas vezes não são mostradas, enquanto acontecimentos aparentemente estranhos (por exemplo, o concerto assistido por Hattori, mas não por Noriko) recebem destaque aparentemente excessivo. Às vezes, informações importantes sobre a narrativa são ocultadas não apenas de um personagem principal, mas também do espectador, como a notícia do noivado de Hattori, sobre a qual nem o pai de Noriko nem o público têm qualquer conhecimento até que Noriko, rindo, informa-o. E às vezes o cineasta passa, dentro de uma cena, a saltar de um período de tempo para outro sem transição, como quando duas tomadas de alguns viajantes esperando por um trem em uma plataforma levam a uma terceira tomada do mesmo trem já a caminho de Tóquio.

#### Teoria da narrativa "paramétrica"
Bordwell refere-se à abordagem narrativa de Ozu como "narração paramétrica". Com este termo, Bordwell quer dizer que a abordagem visual “superunificada” de Ozu, caracterizada pelo seu “rigor estilístico”, muitas vezes fornece a base para o “desvio lúdico”, incluindo a ludicidade narrativa. Como Bordwell coloca de forma mais clara, Ozu “se afasta de sua própria maquinaria para alcançar o humor e a surpresa”. Em sua opinião, “na poesia narrativa, o ritmo e a rima não precisam se subordinar completamente a exigência de contar a história; na canção artística ou na ópera, estruturas musicais 'autônomas' podem exigir que a história seja interrompida enquanto padrões harmônicos ou melódicos específicos se desenvolvem. Da mesma forma, em alguns filmes, as qualidades temporais ou espaciais podem nos atrair com um padrão que não é totalmente dependente da representação da informação da fábula [isto é, da história]."
Bordwell ressalta que a cena de abertura de Banshun, "começa na estação ferroviária, onde os personagens não estão. Uma cena posterior fará exatamente a mesma coisa, mostrando a estação de trem antes de mostrar [os personagens] já correndo em direção a Tóquio… Em Tóquio, [Professor] Onodera e Noriko discutem a ida a uma exposição de arte; corte para uma placa da exposição, depois para a escadaria da galeria de arte; corta para os dois em um bar, depois de terem ido para a exposição."

#### Teoria da narrativa "essencialista"
Para Kathe Geist, os métodos narrativos de Ozu refletem a forma do artista economizar meios, e não de “brincar” com o espectador. "Seu uso frequente de repetição e elipse [narrativa] não 'impõe sua vontade' nas tramas de Ozu; eles são seus enredos. Prestando atenção ao que foi deixado de fora e ao que se repete, chega-se à história essencial de Ozu."
Como exemplo, Geist cita a cena em que Noriko e Hattori vão de bicicleta até a praia e conversam lá, um incidente que parece implicar um relacionamento romântico emergente entre eles. Quando Noriko, um pouco mais tarde, revela a seu pai que Hattori, antes daquela viagem de bicicleta, já estava noivo de outra mulher, “nós nos perguntamos”, escreve Geist, “por que Ozu perdeu tanto tempo com o ‘homem errado’ [para Noriko]." No entanto, a chave para a importância da cena da praia para a trama, segundo Geist, é o diálogo entre Hattori e Noriko, em que ela diz a ele que é "do tipo ciumenta". Esta afirmação, aparentemente improvável, dada a sua natureza afável, é posteriormente confirmada quando ela fica com ciúmes do aparente plano de seu pai de se casar novamente. "Seu ciúme a incita a se casar e é, portanto, o pivô sobre o qual gira a trama."
Geist resume a sua análise de vários filmes importantes de Ozu do período pós-guerra afirmando que “as narrativas se desenrolam com uma precisão surpreendente em que nenhum plano e, certamente, nenhuma cena é desperdiçada e tudo é coberto por uma intrincada teia de significados interligados”.

### Temas principais
Os tópicos a seguir representam o que alguns críticos consideram temas importantes neste filme.

#### Casamento
O tema principal de Banshun é o casamento: especificamente, as tentativas persistentes de vários personagens do filme de casar Noriko. O tema do casamento era atual para os japoneses no final da década de 1940. Em 1º de janeiro de 1948, foi emitida uma nova lei que permitia que jovens com mais de vinte anos se casassem consensualmente sem permissão dos pais pela primeira vez. A Constituição japonesa de 1947 tornou muito mais fácil para uma esposa divorciar-se do marido; até então, era “difícil, quase impossível” fazê-lo. Vários especialistas salientaram que uma das razões pelas quais Noriko ainda é solteira, com a idade relativamente avançada de 27 anos, é que muitos dos jovens da sua geração foram mortos na Segunda Guerra Mundial, deixando muito menos parceiros potenciais elegíveis para mulheres jovens solteiras.
O casamento neste filme, assim como em muitos dos últimos filmes de Ozu, está fortemente associado à morte. A filha do professor Onodera, por exemplo, refere-se ao casamento como "o cemitério da vida". Geist escreve: "Ozu conecta casamento e morte de maneiras óbvias e sutis na maioria de seus últimos filmes... A comparação entre casamentos e funerais não é apenas um dispositivo inteligente da parte de Ozu, mas é um conceito tão fundamental na cultura japonesa que essas cerimônias, bem como os nascimentos circundantes, têm semelhanças embutidas... A melancolia elegíaca que Ozu evoca no final de Banshun, Akibiyori e Sanma no Aji surge apenas em parte porque os pais foram deixados sozinhos... A tristeza surge porque o casamento da geração mais jovem reflete inevitavelmente na mortalidade da geração mais velha." O crítico Robin Wood enfatiza a ligação casamento-morte ao comentar a cena que acontece na casa dos Somiya, pouco antes da cerimônia de casamento. "Depois que todos saíram da sala… [Ozu] termina a sequência com uma cena do espelho vazio. Noriko já não é sequer um reflexo, desapareceu da narrativa, já não é ‘Noriko’ mas sim ‘esposa’. O efeito é o de uma morte".

#### Tradiçãoversusmodernidade
A tensão entre a tradição e as pressões modernas em relação ao casamento – e, por extensão, na cultura japonesa como um todo – é um dos principais conflitos que Ozu retrata no filme. Sorensen indica por meio de vários exemplos que os alimentos que um personagem come ou mesmo como ele ou ela se senta (por exemplo, em tatames ou cadeiras de estilo ocidental) revelam a relação desse personagem com a tradição. De acordo com Peña, Noriko "é a moga por excelência — modan gaaru, 'garota moderna' — que povoa a ficção japonesa, e realmente a imaginação japonesa, começando na década de 1920 em diante." Durante a maior parte do filme, Noriko usa roupas ocidentais em vez de um quimono, e externamente se comporta de maneira atualizada. No entanto, Bordwell afirma que "Noriko é mais antiquada do que o seu pai, insistindo que ele não poderia viver sem ela e ressentindo-se da ideia de que um viúvo possa casar novamente... ela apega-se a uma noção ultrapassada de decoro."
As outras duas importantes personagens femininas do filme também são definidas em termos de sua relação com a tradição. A tia Masa de Noriko aparece em cenas em que ela é associada ao Japão tradicional, como a cerimônia do chá em um dos antigos templos de Kamakura. A amiga de Noriko, Aya, por outro lado, parece rejeitar totalmente a tradição. Aya aproveitou as novas leis liberais de divórcio para encerrar seu mais recente casamento. Assim, ela é apresentada como um fenômeno novo e ocidentalizado: a divorciada. Ela "toma chá inglês com leite em xícaras com alças, [e] também faz shortcake (shaato keeki)," um tipo de comida muito pouco japonesa.
Tal como Noriko, o seu pai tem uma relação ambígua com a modernidade. Shukichi é visto pela primeira vez no filme verificando a grafia correta do nome do economista germano-americano Friedrich List – uma importante figura de transição durante a era Meiji no Japão. (As teorias de List ajudaram a estimular a modernização econômica do país.) O Prof. Somiya trata Aya, a divorciada, com cortesia e respeito infalíveis, implicando uma atitude tolerante e "moderna" - embora um crítico suspeite que um homem da classe e geração de Shukichi no Japão, caso fosse na vida real e daquele mesmo período, possa ter sido consideravelmente menos tolerante.
No entanto, como tia Masa, Shukichi também está associado às tradições do antigo Japão, como a cidade de Kyoto com seus templos antigos e jardins de pedras Zen, e a peça noh que ele claramente gosta. Mais importante ainda, ele pressiona Noriko para prosseguir com a reunião miai com Satake, embora deixe claro para Noriko que ela pode rejeitar seu pretendente sem sofrer consequências negativas.
Sorensen resumiu a posição ambígua de pai e filha em relação à tradição da seguinte forma: "Noriko e [Professor] Somiya interpolam entre os dois extremos, entre bolo e picles do estilo de Nara, entre chá verde ritualmente preparado e chá com leite, entre amo casamento/divórcio e casamento arranjado, entre Tóquio e Nara. E esta interpolação é o que os torna personagens complexos, maravilhosamente humanos em todas as suas inconsistências internas, muito parecidos com Ozu e realmente simpáticos."

#### O lar
Banshun foi visto por alguns estudiosos como uma obra de transição em termos do lar como tema recorrente no cinema japonês. Tadao Sato aponta que os diretores da Shochiku das décadas de 1920 e 1930 - incluindo Shimazu, Gosho, Mikio Naruse e o próprio Ozu - "apresentaram a família em um confronto tenso com a sociedade". Em Ani to sono imoto (1939) de Shimazu, por exemplo, "o lar é santificado como um lugar de calor e generosidade, sentimentos que estavam desaparecendo rapidamente na sociedade". No início da década de 1940, entretanto, em filmes como Chichi Ariki, de Ozu, "a família [estava] completamente subordinada ao estado [do tempo de guerra]" e "a sociedade está agora acima de qualquer crítica". Mas quando o estado militar entrou em colapso como resultado da derrota do Japão na guerra, a ideia do lar desabou com ele: "Nem a nação nem a família poderiam mais ditar a moralidade".
Sato considera Banshun como "o próximo grande desenvolvimento no gênero de drama nacional", porque "iniciou uma série de filmes de Ozu com o tema: não existe sociedade, apenas o lar. Embora os membros da família tivessem os seus próprios locais de atividade – escritório, escola, negócios familiares – não havia tensão entre o mundo exterior e o lar. Como consequência, o próprio lar perdeu a sua fonte de força moral." Todavia, apesar do fato de estes dramas caseiros de Ozu “tenderem a carecer de relevância social”, eles “passaram a ocupar a corrente dominante do gênero e podem ser considerados expressões perfeitas de ‘minha casa’, segundo o qual a família é valorizada até à exclusão de todo o resto."

#### A estação e a sexualidade
Banshun é o primeiro de vários filmes de Ozu existentes com um título "sazonal". (Os filmes posteriores com títulos sazonais são Bakushū, Sōshun (1956), Akibiyori e Kohayagawa-ke no aki). O título Banshun (晩春, lit. "Primavera Tardia" (assim como divulgado em Portugal)) refere-se, no nível mais óbvio, a Noriko que, aos 27 anos, está no "final da primavera" de sua vida e se aproxima da idade em que não seria mais considerada casável.

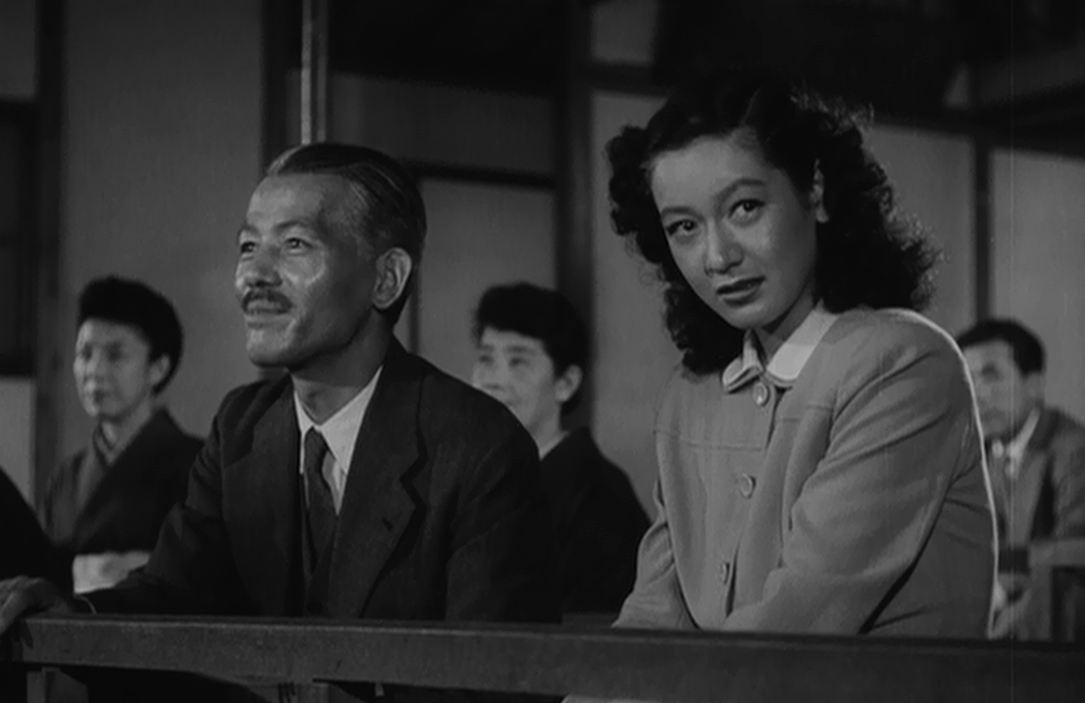
A cena de noh: Noriko está consumida pelo ciúme porque seu pai acaba de cumprimentar silenciosamente a atraente viúva, Sra. Miwa (Kuniko Miyake, não está na foto)

No entanto, pode haver outro significado para o título de Ozu, derivado da antiga cultura japonesa. Quando Noriko e Shukichi assistem à peça noh, a obra em questão é chamada de Kakitsubata ou "A Íris da Água" (a iris laevigata, no Japão, é uma planta que floresce, geralmente, em pântanos ou outros solos úmidos, do meio ao final da primavera.) Nesta peça, um monge viajante chega a um lugar chamado Yatsuhashi, famosa por suas iris laevigata, até aparecer uma mulher. Ela faz referência a um famoso poema do poeta waka do período Heian, Ariwara no Narihira, em que cada um dos cinco versos começa com uma sílaba que, faladas em conjunto, formam a palavra para "íris d'água" ("ka-ki-tsu-ba-ta"). O monge passa a noite na humilde cabana da mulher, que então aparece com um elaborado quimono e um acessório na cabeça, e se revela o espírito da íris d'água. Ela elogia Narihira, dança e ao amanhecer recebe a iluminação de Buda e desaparece.
Como explica Norman Holland num ensaio sobre o filme, “a íris está associada ao final da primavera, o título do filme”, e a peça contém uma grande quantidade de simbolismo sexual e religioso. As folhas e a flor da íris são tradicionalmente vistas como representando as genitálias masculina e feminina, respectivamente. A peça em si é especificamente vista, segundo Holland, como “um tributo à união do homem e da mulher que conduz à iluminação”.
Noriko aceita calmamente esse conteúdo sexual quando expresso numa forma “arcaica” no noh, mas quando ela vê seu pai acenar educadamente para a atraente viúva, a Sra. Miwa, que também está na plateia, "isso incomoda a Noriko de uma forma escandalosa e ultrajante. Essa mulher e seu pai combinaram de se encontrar naquela peça sobre sexualidade? Este novo casamento é 'imundo' como o novo casamento [de Onodera]? Ela se sente irritada e desesperada. Ela está tão brava com o pai que, de forma bastante incomum, ela se afasta dele com raiva depois que eles saem do teatro" Holland vê, portanto, um dos temas principais do filme como "o empurrão da tradicional e inibida Noriko para o casamento".

### Personagens principais
Banshun foi particularmente elogiado pelo seu foco no personagem, tendo sido citado como "um dos estudos de personagem mais perfeitos, mais completos e mais bem-sucedidos já alcançados no cinema japonês". A abordagem complexa de Ozu em seus personagens pode ser melhor examinada através dos dois protagonistas do filme: Noriko Somiya e seu pai, Shukichi.

#### Noriko Somiya
Noriko, de 27 anos, é uma jovem solteira e desempregada, completamente dependente financeiramente do pai e vivendo (no início do filme) bastante contente com ele. Suas duas características mais importantes, que estão inter-relacionadas, são seu relacionamento incomumente próximo e afetuoso com o pai e sua extrema relutância em se casar e sair de casa. Quanto ao primeiro traço, a relação entre pai e filha tem sido descrita como uma “amizade transgeracional”, na qual não há, no entanto, qualquer indício de algo incestuoso ou mesmo inapropriado. No entanto, foi admitido que isto pode dever-se, principalmente, à diferenças culturais entre o Japão e o Ocidente e que, se a história fosse refeita no Ocidente, tal interpretação possível não poderia ser evitada. A segunda característica, a sua forte aversão à ideia de casamento, tem sido vista, por alguns críticos, em termos do conceito japonês de amae, que neste contexto significa a forte dependência emocional de uma criança aos seus pais, que pode persistir até idade adulta. Assim, a ruptura da relação pai-filha adulta em Banshun foi interpretada como a visão de Ozu da inevitabilidade – e necessidade – do fim da relação amae, embora Ozu nunca encobre a dor de tal ruptura.
Há diferenças consideráveis de análise, entre os críticos, sobre à complicada personalidade de Noriko. Ela tem sido descrita de várias maneiras, como uma esposa para seu pai, ou como uma mãe para ele; como uma criança atrevida; ou como uma moça enigmática, particularmente quanto à questão de saber se ela escolhe ou não livremente se casar. Até mesmo a crença comum dos historiadores de cinema de que ela é uma defensora de valores conservadores, devido à sua oposição aos planos (fingidos) do novo casamento de seu pai, foi desafiada. Robin Wood, escrevendo sobre as três Norikos de Ozu como uma personagem coletiva, afirma que "Noriko" "conseguiu reter e desenvolver os melhores valores humanos que o mundo capitalista moderno... pisa em cima — consideração, generosidade emocional, a capacidade de se importar e de ter empatia, e acima de tudo, consciência."

#### Prof. Shukichi Somiya
O pai de Noriko, Shukichi, trabalha como professor universitário e é o único que sustenta a família Somiya. Foi proposto que o personagem representa uma transição da imagem tradicional do pai japonês para uma imagem muito diferente. Sato aponta que o ideal nacional do pai antes da guerra era o do patriarca severo, que governava sua família com amor, mas com mão de ferro. O próprio Ozu, no entanto, em vários filmes pré-guerra, como Umarete wa Mita Keredo e Dekigokoro, havia minado, segundo Sato, essa imagem do arquétipo do pai forte ao retratar pais que eram "assalariados" oprimidos (sarariman, usando o termo japonês), ou operários pobres da classe trabalhadora, que às vezes perdiam o respeito de seus filhos rebeldes. Bordwell observou que "o que é notável no trabalho de Ozu das décadas de 1920 e 1930 é quão raramente a norma patriarcal é restabelecida no final [de cada filme]."
O Prof. Somiya representa, de acordo com esta interpretação, uma evolução adicional do patriarca “não patriarcal”. Embora Shukichi exerça uma influência moral considerável sobre sua filha através de seu relacionamento próximo, esse relacionamento é “surpreendentemente não-opressivo”. Um crítico refere-se a Shukichi e seu amigo, o professor Onodera, como homens que estão "muito em paz, muito conscientes de si mesmos e de seu lugar no mundo", e são marcadamente diferentes dos estereótipos de homens japoneses ferozes promulgados por filmes americanos durante e após a Guerra Mundial.
Foi proposto que, depois que Noriko aceita a proposta de casamento de Satake, o filme deixa de ser sobre ela, e que o Prof. Somiya, nesse ponto, se torna o verdadeiro protagonista, com o foco do filme mudando para sua crescente solidão e tristeza. Nesse sentido, uma mudança no enredo que os cineastas fizeram a partir do material original é significativa. No romance original de Kazuo Hirotsu, o anúncio do pai à filha de que deseja se casar com uma viúva é, inicialmente, apenas uma estratégia; eventualmente, ele realmente se casa novamente. Ozu e seu co-roteirista, Noda, rejeitaram deliberadamente esse final "espirituoso", a fim de mostrar o Prof. Somiya sozinho e inconsolável no final.

## Estilo
O estilo único de Ozu foi amplamente notado por críticos e estudiosos. Alguns consideraram seu estilo como anti-Hollywood, já que ele acabou rejeitando muitas convenções do cinema de Hollywood. Alguns aspectos do estilo de Banshun — que também se aplicam ao estilo do período tardio de Ozu em geral, já que o filme é típico em quase todos os aspectos — incluem o uso da câmera por Ozu, seu uso de atores, sua edição idiossincrática e seu emprego frequente de um tipo distinto de cena que alguns comentaristas chamam de "tomada de travesseiro" ("pillow shot").

### O uso da câmera por Ozu

#### Ângulo baixo
Provavelmente, o aspecto mais frequentemente observado na técnica de câmera de Ozu é o uso consistente de uma posição de câmera extremamente baixa para filmar seus personagens, uma prática que Bordwell remonta a seus filmes do período de 1931–1932. Um exemplo de câmera com ângulo baixo em Banshun seria a cena em que Noriko visita Aya, sua amiga, na casa dela. Noriko está sentada, enquanto Aya está sentada em uma altura um pouco mais alta, nisso, Aya começa olhar mais para baixo e em direção a amiga. Mas, "o ângulo da câmera em ambos os casos é baixo. Noriko está sentada olhando para Aya em pé, mas a câmera [na tomada inversa] olha para o rosto de Noriko, rejeitando o ponto de vista de Aya. Somos assim impedidos de nos identificarmos com Aya e somos forçados a ter um ponto de vista desumano sobre Noriko."
Não houve consenso crítico sobre por que Ozu empregou consistentemente o ângulo baixo da câmera. Bordwell sugere que seu motivo era principalmente visual, porque o ângulo lhe permitiu criar composições distintas dentro do quadro e "tornar cada imagem nítida, estável e impressionante." O historiador e crítico de cinema Donald Richie acreditava que uma das razões pelas quais usou essa técnica foi como forma de "explorar o aspecto teatral da moradia japonesa." Outro crítico acredita que o objetivo final da posição baixa da câmera era permitir que o público assumisse "um ponto de vista de reverência" para com as pessoas comuns em seus filmes, como Noriko e seu pai.

#### Câmera estática
Ozu era amplamente conhecido por um estilo caracterizado por evitar frequentemente os tipos de movimentos de câmera — como panorâmicos, travelling ou tomadas de guindaste ("crane shots") — empregados pela maioria dos diretores de cinema. (Como ele próprio às vezes comentava: "Não sou um diretor dinâmico como Akira Kurosawa.") Bordwell observa que, de todas as técnicas comuns que Ozu se recusou a imitar, ele foi o "mais absoluto" ao recusar-se a reenquadrar (por exemplo, deslocar ligeiramente a câmera) a figura humana em movimento para mantê-la à vista; este crítico afirma que não há um único reenquadramento em todos os filmes de Ozu de 1930 em diante. Em seus últimos filmes (isto é, aqueles após Banshun), o diretor “usará paredes, telas ou portas para bloquear as laterais do quadro, de modo que as pessoas caminhem para uma profundidade central”, mantendo assim o foco na figura humana sem qualquer movimento da câmera.
O cineasta manteria paradoxalmente suas composições estáticas mesmo quando um personagem fosse mostrado caminhando ou cavalgando, movendo a câmera com um carrinho (dolly) na velocidade precisa em que o ator ou atores se moviam. Ele fez seu dedicado cinegrafista, Yuharu Atsuta, chorar ao insistir que os atores e técnicos contassem seus passos com precisão durante uma filmagem travelling, para que os movimentos dos atores e da câmera pudessem ser sincronizados. Falando sobre o passeio de bicicleta até a praia no início da história, Peña observa: "É quase como se Noriko [em sua bicicleta] não parecesse estar se movendo, ou Hattori não estivesse se movendo porque seu lugar dentro do quadro permanece constante... Estes são o tipo de idiossincrasias visuais que tornam o estilo de Ozu tão interessante e único de certa forma, para nos dar movimento e ao mesmo tempo minar o movimento."

### Emprego dos atores por Ozu
Praticamente todos os atores que trabalharam com Ozu – incluindo Chishu Ryu, que colaborou com o diretor em quase todos os seus filmes – concordam que ele era um chefe extremamente exigente. Ele dirigia e supervisionava ações muito simples de um artista, "a cada centímetro." Ao contrário de Mizoguchi e Kurosawa, os personagens de Ozu, de acordo com Sato, são "geralmente calmos... eles não apenas se movem no mesmo ritmo, mas também falam no mesmo ritmo medido." Ele insistiu que seus atores expressassem suas emoções através da ação, até mesmo de memória, em vez de expressarem diretamente seus sentimentos mais íntimos. Certa vez, quando a premiada atriz Haruko Sugimura perguntou ao diretor o que sua personagem deveria estar sentindo em um determinado momento, Ozu respondeu: “Você não deveria sentir, você deveria fazer."
Sugimura, que interpretou tia Masa em Banshun, descreveu vividamente a abordagem de Ozu para dirigir atores ao descrever sua atuação na cena em que Noriko está prestes a deixar a casa de seu pai para ir ao casamento:

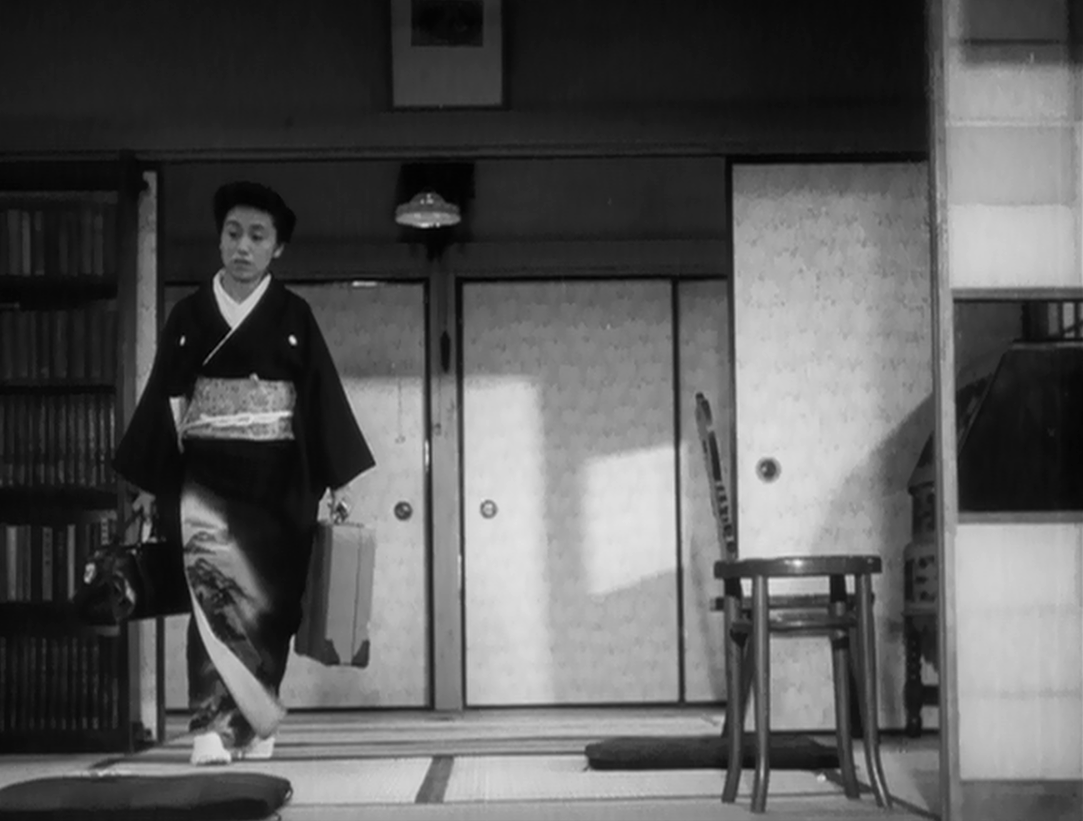
Tia Masa (Haruko Sugimura) circula pelo quarto de Noriko uma última vez

"Ozu me disse para voltar para a sala [depois que ela, Hara e Ryu tivessem saído] e dar uma volta. Então fiz o que me foi dito, mas é claro que não foi bom o suficiente. Após a terceira tomada, Ozu aprovou… A razão pela qual [Tia Masa] circula pela sala uma vez é que ela está nostálgica por todas as memórias de lá e também quer ter certeza de que não deixou nada para trás. Ele não mostrou cada uma dessas coisas explicitamente, mas através do meu circular suave pela sala – através da forma como me movia, através do ritmo e do bloqueio – acho que era isso que ele estava tentando expressar. Na época, eu não entendi. Lembro que fiz isso ritmicamente: não andei e não corri; Eu apenas me movi levemente e ritmicamente. À medida que continuei fazendo isso, foi nisso que tudo se transformou, e Ozu aprovou. Pensando bem, era aquele jeito de andar ritmado que eu acho bom. Fiz isso naturalmente, não deliberadamente. E é claro que foi Ozu quem me ajudou a fazer isso".

### Edição
Segundo Richie, a edição de um filme de Ozu sempre esteve subordinada ao roteiro: ou seja, o ritmo de cada cena era decidido na fase da elaboração do roteiro, e a edição final do filme refletia isso. Esse ritmo predominante determinou até mesmo como os cenários foram construídos. Sato cita Tomo Shimogawara, que desenhou os cenários de Kohayagawa-ke no Aki (embora a descrição também se aplique claramente a outros filmes de Ozu em seus anos finais, incluindo Banshun): "O tamanho das salas foi ditado pelos lapsos de tempo entre os movimentos do ator... Ozu me daria instruções sobre o comprimento exato do corredor. Ele explicou que isso era parte integrante do ritmo de seu filme e do fluxo de tempo que Ozu imaginou no momento em que o roteiro estava sendo escrito... Como Ozu nunca usou visão panorâmica ou dissolventes, e também por uma questão de timing dramático, ele media o número de segundos que alguém levava para subir as escadas e, portanto, o cenário tinha que ser construído de acordo." Sato, sobre esse andamento, afirma que "é uma criação na qual o tempo é lindamente apreendido em conformidade com a fisiologia das ocorrências diárias."
Um fato surpreendente sobre os últimos filmes de Ozu (dos quais Banshun é o primeiro exemplo) é que as transições entre cenas são realizadas exclusivamente através de cortes simples. De acordo com um crítico, a obra perdida, Kaishain seikatsu (1929), continha uma dissolução, e vários filmes de Ozu existentes da década de 1930 (por exemplo, Tōkyō no Kōrasu e Hitori Musuko) contêm alguns dissolvimentos. Mas na época de Banshun, estes foram completamente eliminados, com apenas músicas para sinalizar mudanças de cena. (Ozu certa vez falou do uso da dissolução como "uma forma de trapaça".) Este autocontrole do cineasta é agora visto como muito moderno, porque embora esmaecimentos, dissoluções e até mesmo rasuras fizessem parte da gramática cinematográfica comum em todo o mundo na era em que Banshun foi filmado (e muito depois), tais dispositivos são frequentemente considerados “antiquados” hoje em dia, quando cortes retos são a norma.

### Tomadas de "travesseiro"
Muitos críticos e estudiosos comentaram sobre o fato de que, frequentemente, Ozu, em vez de ir diretamente do final dos créditos iniciais para a primeira cena, ou de uma cena para outra, ele interpõe uma ou várias tomadas, até seis, de um objeto, ou um grupo de objetos, ou uma sala, ou uma paisagem, muitas vezes (mas nem sempre) desprovida de figuras humanas. Essas unidades de filme foram chamadas de "tomadas de cortina", "espaços intermediários", "planos vazios", ou, mais frequentemente, "tomadas de travesseiro", por analogia com os versos japonês Makurakotoba.
A natureza e a função dessas tomadas são contestadas. Sato (citando o crítico Keinosuke Nanbu) compara as tomadas ao uso da cortina no teatro ocidental, que "ambos apresentam o ambiente da próxima sequência e estimulam a antecipação do espectador." Richie afirma que são um meio de apresentar apenas o que os próprios personagens percebem ou pensam, para nos permitir "compreender apenas o que os personagens estão vivenciando." Bordwell vê-o como uma expansão dos dispositivos de transição tradicionais do “plano de localização” e do “cutaway”, utilizando-os para transmitir “uma vaga noção de contiguidade.”
Alguns exemplos de "tomadas de travesseiro" em Banshun — conforme ilustrado no site ozu-san.com — são: as três tomadas, imediatamente após os créditos de abertura, da estação ferroviária Kita-Kamakura, seguidas por uma foto do templo Kenchoji, "um dos cinco principais templos [Zen] em Kamakura", no qual a cerimônia do chá (a primeira cena) acontecerá; a cena imediatamente após a cena da cerimônia do chá, mostrando uma encosta com várias árvores quase nuas, que introduz um "motivo de árvore" associado a Noriko; uma cena de uma única árvore frondosa, aparecendo imediatamente após a cena da peça noh e antes da cena que mostra Noriko e seu pai caminhando juntos e depois se separando; e uma cena de um dos pagodes de Kyoto durante a visita de pai e filha àquela cidade no final do filme.

#### A cena do vaso
O exemplo mais discutido de uma "tomada de travesseiro" em qualquer filme de Ozu – na verdade, o ponto crucial mais famoso do trabalho do diretor – é a cena que se passa em uma pousada em Kyoto, na qual um vaso aparece com destaque. Durante a última viagem de pai e filha juntos, após um dia de passeios turísticos com o professor Onodera, sua esposa e filha, eles decidem dormir e deitar-se em seus futons separados no chão da pousada. Noriko fala sobre como a nova esposa de Onodera é uma pessoa legal e como ela se sente envergonhada por ter chamado o novo casamento de Onodera de "imundo". Shukichi garante que ela não deve se preocupar com isso, pois Onodera nunca levou suas palavras a sério. Depois que Noriko confessa ao pai que achou "desagradável" a ideia de seu novo casamento, ela olha e descobre que ele já está dormindo, ou parece estar. Ela olha para o teto e parece sorrir.
Segue-se um plano médio de seis segundos, na penumbra, de um vaso no chão da mesma sala, em frente a uma tela shōji através da qual podem ser vistas as sombras de galhos frondosos. Há um corte para Noriko, agora parecendo triste e pensativa, quase chorando. Há então uma tomada de dez segundos do mesmo vaso, idêntica à anterior, à medida que a música da trilha sonora aumenta, levando à próxima cena (que acontece no jardim de pedras Ryōan-ji em Kyoto, no dia seguinte).
Abé Mark Nornes, em um ensaio intitulado "The Riddle of the Vase: Ozu Yasujirō's Late Spring (1949)", observa: "Nada em todos os filmes de Ozu gerou explicações tão conflitantes; todos parecem compelidos a opinar sobre esta cena, invocando-a como um exemplo chave nos seus argumentos." Nornes especula que a razão para isso é o “poder emocional da cena e sua construção incomum”. O vaso é claramente essencial para a cena. O diretor não apenas mostra o filme duas vezes, mas também permite que ambas as cenas sejam executadas por um tempo que seria excessivo para os padrões da maioria dos cineastas." Para um outro crítico, o vaso representa "estase" e é, portanto, "uma expressão de algo unificado, permanente, transcendente." Outro estudioso descreve o vaso e outras "naturezas mortas" de Ozu como "recipientes para nossas emoções." Além disso, outro ensaísta questiona especificamente esta interpretação, identificando o vaso como “um elemento não narrativo embutido na ação.” Um quarto estudioso vê isso como um exemplo do uso deliberado de "falso ponto de vista" pelo cineasta, uma vez que Noriko nunca é mostrada realmente olhando para o vaso que o público vê. Um quinto afirma que o vaso é "um símbolo feminino clássico." E ainda outro sugere diversas interpretações alternativas, incluindo o vaso como “um símbolo da cultura tradicional japonesa” e como um indicador da “sensação de Noriko de que... [seu] relacionamento com o pai mudou."
O filósofo e teórico do cinema francês, Gilles Deleuze, em seu livro L'image-temps. Cinéma 2 (Cinema 2: The Time-Image, 1985), citou esta cena em particular como um exemplo do que ele chamou de "imagem do tempo". Simplificando, Deleuze vê o vaso como uma imagem do tempo imutável, embora os objetos dentro do tempo (por exemplo, Noriko) mudem (por exemplo, da alegria para a tristeza). "O vaso em Banshun está interposto entre o meio sorriso [de Noriko] e o início de suas lágrimas. Há devir, mudança, passagem. Mas a forma daquilo que muda não muda, não passa. Este é o tempo, o próprio tempo, 'um pouco de tempo na sua forma mais pura': uma imagem-tempo direta, que dá ao que muda a forma invariável em que a mudança ocorre... Ainda assim a vida é tempo, pois tudo o que muda está no tempo, mas o tempo em si não muda... As naturezas-mortas de Ozu duram, têm uma duração, superior a dez segundos do vaso: esta duração do vaso é precisamente a representação do que dura, através da sucessão de estados mutáveis."

## Interpretações
Como muitas obras célebres do cinema, Banshun inspirou interpretações críticas e acadêmicas variadas e muitas vezes contraditórias. As duas interpretações mais comuns são: a) a visão de que o filme representa uma de uma série de obras de Ozu que representam parte de um "ciclo de vida" universal e inevitável e, portanto, duplica ou complementa outras obras de Ozu na série, b) a opinião de que o filme, embora semelhante em tema e até enredo a outras obras de Ozu, exige uma abordagem crítica diferente, e que a obra é de fato julga o casamento, ou, pelo menos, ao casamento particular nele representado.

### O filme como parte da série "ciclo de vida"
Os filmes de Ozu, tanto individual quanto coletivamente, são frequentemente considerados representativos de um ciclo de vida humano universal ou parte de tal ciclo. O próprio Ozu pelo menos uma vez falou nesses termos. "Eu queria que esta imagem [Bakushū] mostrasse um ciclo de vida. Eu queria representar a mutabilidade (rinne). Eu não estava interessado na ação por si só. E nunca trabalhei tanto na minha vida."
Aqueles que defendem esta interpretação argumentam que este aspecto do trabalho de Ozu lhe confere universalidade e o ajuda a transcender o contexto cultural especificamente japonês em que os filmes foram criados. Bock escreve: "O tema do filme Ozu é o que enfrentamos todos nós, nascidos de homem e mulher e que produzimos nossos próprios filhos: a família... [Os termos ' shomingeki ' ou 'drama nacional'] podem ser aplicados às obras de Ozu e criam uma ilusão de japonesidade peculiar, mas na verdade, por trás das palavras, estão os problemas que todos enfrentamos em um ciclo de vida. São as lutas de autodefinição, de liberdade individual, de expectativas frustradas, da impossibilidade de comunicação, de separação e perda provocadas pelas inevitáveis passagens de casamento e morte." Bock sugere que o desejo de Ozu de retratar o ciclo de vida afetou suas decisões sobre questões técnicas, como a construção e o uso dos cenários de seus filmes. "Ao usar o cenário como um palco sem cortinas, Ozu permite a implicação da impermanência na condição humana. Aliado aos outros aspectos do ritual nas técnicas de Ozu, reforça a sensação de que estamos vendo um ciclo de vida representativo."

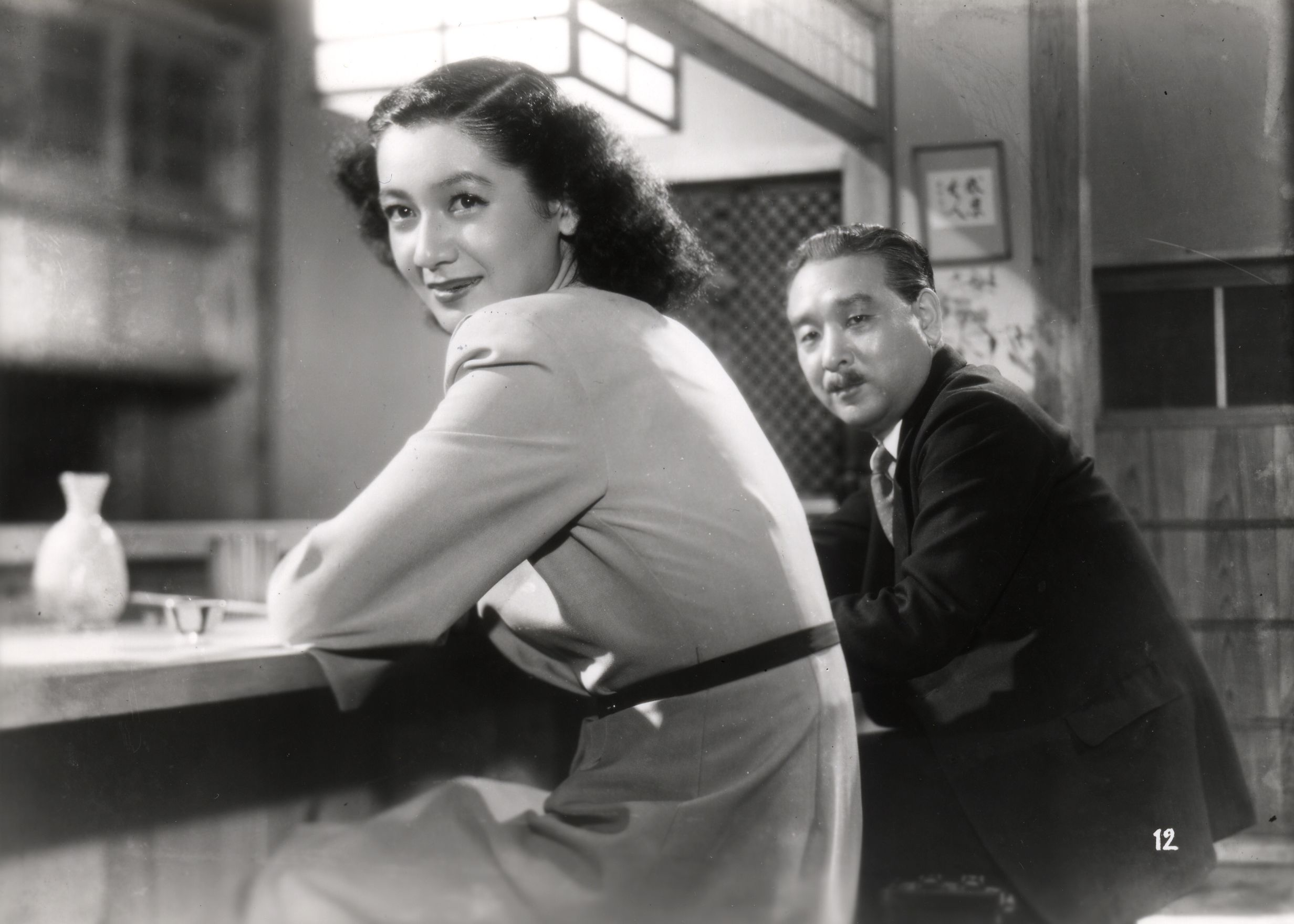
A cena em que Noriko (Setsuko Hara) e o Sr. Onodera (Masao Mishima) discutem sobre casamento é replicada, mais ao final do filme, com Shukichi acompanhado de Aya

De acordo com Geist, Ozu pretendia transmitir o conceito de sabi, que ela define como “uma consciência do efêmero”: “Muito do efêmero também é cíclico, portanto sabi inclui uma consciência do cíclico, que se manifesta tanto formal quanto tematicamente nos filmes de Ozu. Muitas vezes giram em torno de passagens do ciclo de vida humano, geralmente o casamento de um filho ou a morte de um dos pais." Ela aponta para cenas que são cuidadosamente duplicadas em Banshun, evocando este tema cíclico: "Noriko e o amigo de seu pai [Onodera] sentam-se em um bar e conversam sobre o novo casamento [de Onodera], que Noriko condena. Na penúltima sequência do filme, o pai e Aya, amiga de Noriko,  sentam-se em um bar após o casamento de Noriko. A cena é filmada exatamente dos mesmos ângulos da cena do primeiro bar, e novamente o tema é o novo casamento."

### O filme como crítica ao casamento
Uma tendência crítica que se opõe à teoria do “ciclo de vida” enfatiza as diferenças de tom e intenção entre este filme e outras obras de Ozu que tratam de temas, situações e personagens semelhantes. Esses críticos também são muito céticos em relação à ideia generalizada de que Ozu via o casamento (ou pelo menos o casamento em Banshun) de maneira favorável. Como explica o crítico Roger Ebert: “Banshun deu início a um ciclo de filmes de Ozu sobre famílias... Você fez o mesmo filme repetidamente? De maneira nenhuma. Banshun e Bakushū são notavelmente diferentes. Na segunda, Noriko aproveita uma abertura de conversa [sobre casamento] para atrapalhar toda a trama... ela aceita um homem [como marido] que ela conhece há muito tempo: um viúvo com um filho." Em contraste, "o que acontece [em Banshun], em níveis mais profundos, é raiva, paixão e... errado, pensamos, porque o pai e a filha são forçados a fazer algo que nenhum deles quer fazer, o que o resultado será ressentimento e infelicidade." Ebert continua: “Acredita-se universalmente, como num romance de Jane Austen, que uma mulher de certa idade precisa de um marido. Banshun é um filme sobre duas pessoas que desesperadamente não acreditam nisso e como são destruídas pelo tato, pela preocupação mútua e pela necessidade de fazer os outros se sentirem confortáveis, parecendo concordar com elas." Além disso, Ebert incluiu o filme em sua lista The Great Movies.
Banshun, na opinião de Wood, é sobre o sacrifício da felicidade de Noriko em prol de manter e continuar a " 'tradição', [cujo sacrifício] assume a forma de seu casamento, e todos no filme, incluindo o pai e, finalmente, a própria derrotada Noriko, são cúmplices dele." Ele afirma que, contrariando a opinião de muitos críticos, o filme "não é sobre uma jovem tentando sacrificar nobremente a si mesma e sua própria felicidade para servir obedientemente seu pai viúvo em sua velhice solitária", mas sua vida como uma jovem solteira é aquele que ela claramente prefere: "Com o pai, Noriko tem uma liberdade que nunca recuperará." Wood observa que há um grau incomum (para Ozu) de movimento de câmera na primeira metade do filme, em oposição à "estase" da segunda metade, e que isto corresponde à liberdade de Noriko na primeira metade e à "armadilha" do seu casamento iminente na segunda. Em vez de perceber os filmes de Noriko como um ciclo, Wood afirma que a trilogia é "unificada pelo seu movimento progressivo subjacente, uma progressão da tragédia absoluta de Banshun, passando pelo ambíguo 'final feliz' de Bakushū, até a autêntica e plenamente merecida nota de esperança sombria e hesitante no final de Tōkyō Monogatari."

## Recepção e legado

### Recepção e reputação do filme no Japão
Banshun foi lançado no Japão em 19 de setembro de 1949. Baseando a sua pesquisa em filmes arquivados mantidos pela censura americana, Sorensen observa: "No geral, [o filme] foi aclamado com entusiasmo pela crítica japonesa quando foi lançado nos cinemas." A publicação Shin Yukan, em sua crítica de 20 de setembro, enfatizou as cenas que acontecem em Kyoto, descrevendo-as como incorporando “a calma atmosfera japonesa” de toda a obra. Tanto Shin Yukan quanto outra publicação, Tokyo Shinbun (em sua crítica de 26 de setembro), consideraram o filme lindo, com o primeiro chamando-o de "obra-prima". Porém, houve algumas críticas: um crítico do Asahi Shinbun (23 de setembro) reclamou que "o ritmo não é o sentimento do período atual" e outro crítico, do Hochi Shinbun (21 de setembro), alertou que Ozu deveria escolher temas mais progressistas, ou então ele iria "coagular".
Em 1950, o filme se tornou o quinto trabalho de Ozu no geral, e o primeiro do período pós-guerra, a liderar a pesquisa Kinema Junpo de melhores filmes, tornando-se o Melhor Filme da crítica japonesa de 1949. Além disso, naquele ano o filme ganhou quatro prêmios no ilustre Mainichi Film Awards, patrocinado pelo jornal Mainichi Shinbun: Melhor Filme, Melhor Diretor, Melhor Roteiro e Melhor Atriz (Setsuko Hara, que também foi prestigiada por outros dois filmes em que ela apareceu em 1949).
Em uma pesquisa de 2009 feita pela Kinema Junpo sobre os "Melhores Filmes Japoneses de Todos os Tempos", nove filmes de Ozu apareceram. Banshun foi o segundo filme mais bem avaliado, empatando em 36º lugar. (O mais bem classificado de seus filmes foi Tōkyō Monogatari, que liderou a lista.)
O contemporâneo mais jovem de Ozu, Akira Kurosawa, publicou em 1999 uma conversa com sua filha Kazuko na qual forneceu sua lista pessoal, não classificada, em ordem cronológica, dos 100 melhores filmes, japoneses e estrangeiros, de todos os tempos. Uma das obras que selecionou foi Banshun, dando o seguinte comentário: "O trabalho de câmera característico [de Ozu] também foi imitado por muitos diretores no exterior, ou seja, muita gente viu e vê os filmes de Ozu, certo? Está bem. Na verdade, pode-se aprender bastante com seus filmes. Potenciais jovens cineastas no Japão deveriam, espero, ver mais do trabalho de Ozu. Ah, eram tempos muito bons quando Ozu, o Naruse e/ou o Mizoguchi faziam filmes!"

### Recepção e reputação do filme fora do Japão
A New Yorker Films lançou o filme na América do Norte em 21 de julho de 1972. Um recorte de jornal, datado de 6 de agosto de 1972, indica que dos críticos nova-iorquinos da época, seis (Stuart Byron do The Village Voice, Charles Michener da Newsweek, Vincent Canby do The New York Times, Archer Winsten do The New York Post, Judith Crist do The Today Show e Stanley Kauffmann do The New Republic) deram ao trabalho uma crítica favorável e um crítico (John Simon da revista New York) deu uma análise "mista".
Canby observou que "a dificuldade de Ozu não está em apreciar seus filmes... [mas] em descrever uma obra de Ozu de uma forma que não a diminua, que não a reduza a um inventário de suas técnicas austeras, e que reflete com precisão o humanismo nada sentimental desta disciplina." Ele chamou os personagens interpretados por Ryu e Hara de "imensamente comoventes - seres gentis, amorosos, divertidos, pensantes e sensíveis", e elogiou o cineasta por seu "profundo respeito pela privacidade [dos personagens], pelo mistério de suas emoções. Por causa disso — e não apesar disso — seus filmes, dos quais Banshun é um dos melhores, são tão comoventes."
Stuart Byron, do The Village Voice, chamou Banshun de "a maior conquista de Ozu e, portanto, um dos dez melhores filmes de todos os tempos".
Na Variety, o crítico Robert B. Frederick (sob o pseudônimo de "Robe") também elogiou muito o trabalho. "Embora feito em 1949", escreveu ele, "este exemplo raramente visto do domínio cinematográfico do falecido Yasujirō Ozu... compara-se mais do que favoravelmente a qualquer grande filme japonês... Um esforço cinematográfico comovente e muito digno."
Críticos modernos sobre o gênero também avaliaram o filme positivamente, dando-lhe uma pontuação geral de 100% no site agregador de críticas, Rotten Tomatoes, a partir de 24 avaliações, com nota média de 9,00/10. O biógrafo de Kurosawa, Stuart Galbraith IV, revisando o DVD da Criterion Collection, chamou a obra de “o Ozu arquetípico do pós-guerra” e “uma destilação magistral de temas aos quais seu diretor retornaria continuamente... Existem filmes melhores de Ozu, mas Banshun reduz de forma impressionante as preocupações do diretor aos seus elementos mais básicos." Norman Holland conclui sua análise dizendo que "Ozu criou, no melhor estilo japonês, um filme que é explicitamente belo, mas rico em ambiguidade e no não dito". Dennis Schwartz intitula o filme de “um belo drama”, no qual “não há nada artificial, manipulador ou sentimental”. The Village Voice classificou o filme em 112º lugar na lista dos "250 Melhores Filmes do Século" em 1999, com base em uma pesquisa da crítica.
Leonard Maltin deu ao filme quatro de quatro estrelas, chamando-o de "um trabalho transcendente e profundamente comovente que rivaliza com Tōkyō Monogatari como a obra-prima do diretor". Em 1º de agosto de 2012, o British Film Institute (BFI) publicou sua pesquisa decenal da Sight & Sound, sobre os "Maiores Filmes de Todos os Tempos", uma das pesquisas mais respeitadas entre fãs e acadêmicos de cinema. Um total de 846 "críticos, programadores, acadêmicos, distribuidores, escritores e outros cinéfilos" enviaram listas de seus dez melhores para a pesquisa. Nessa lista, Banshun  apareceu em 15º lugar entre todos os filmes, desde os primórdios do cinema. Foi o segundo filme em japonês com melhor avaliação na lista (o próprio Tōkyō Monogatari de Ozu apareceu em terceiro lugar. Os Sete Samurais de Akira Kurosawa foi o terceiro filme em japonês com melhor avaliação na lista, estando em 17º lugar). Mas na pesquisa anterior do BFI (2002), Banshun não apareceu nas listas dos "Top 10" dos críticos nem dos diretores. O filme ficou em 53º lugar na lista de 2018 da BBC dos "100 Melhores Filmes em Língua Estrangeira", votados por 209 críticos de cinema de 43 países ao redor do mundo.

### Filmes inspirados emBanshun
Apenas uma nova versão de Banshun foi filmada até os dias de hoje: um filme para televisão, produzido para comemorar o centenário de Ozu, intitulado Musume no Kekkon, dirigido pelo ilustre cineasta Kon Ichikawa e produzido pelo canal de televisão japonês WOWOW. Foi transmitido em 14 de dezembro de 2003, dois dias após o 100º aniversário do nascimento de Ozu (e o 40º aniversário de sua morte). Ichikawa, um jovem contemporâneo de Ozu, tinha 88 anos na época da transmissão. O filme recriou diversas idiossincrasias do estilo do falecido diretor. Por exemplo, Ichikawa incluiu muitas fotos com objetos vermelhos vívidos, imitando o conhecido gosto de Ozu pelo vermelho em seus próprios filmes coloridos (embora Banshun não tenha sido filmado a cores).
Uma versão mais óbvia de Banshun, ao examinar as obras de Ozu, é Akibiyori, que trata novamente de uma filha que reage negativamente ao (falso) boato de um novo casamento de um dos pais — desta vez uma mãe (Setsuko Hara) em vez de um pai — e, finalmente, se casa. Um estudioso refere-se a este filme como "uma versão de Banshun ", enquanto outro o descreve como "uma revisão de Banshun, com Akiko (interpretada por Hara, a filha do filme anterior) assumindo o papel de pai." Outros filmes de Ozu também contêm elementos do enredo estabelecidos pela primeira vez pelo filme de 1949, embora um tanto alterados. Por exemplo, o filme Higanbana, de 1958, o primeiro a cores do diretor, concentra-se em uma filha disponível para casar, embora, como aponta um estudioso, a trama é uma "inversão" de Banshun nesse sentido, já que o pai inicialmente se opõe ao casamento da filha.
A diretora francesa Claire Denis reconheceu que seu aclamado filme de 2008, 35 Rhums, é uma homenagem a Ozu. "Esse filme também é uma espécie de... não uma cópia, mas roubou muito de um famoso filme de Ozu chamado Banshun... [Ozu] estava tentando mostrar através de alguns personagens... o relacionamento entre seres humanos”.
O diretor taiwanês Hou Hsiao-hsien foi chamado de "um herdeiro artístico de Ozu" devido às semelhanças percebidas, no tema e na sua abordagem contemplativa, com o mestre japonês. Em 2003, para comemorar o centenário de Ozu, a Shochiku, o estúdio onde Ozu trabalhou ao longo de sua carreira, contratou Hou para fazer um filme tributo. A obra resultante, Kōhī Jikō (2003), foi chamada, "à sua maneira, de uma versão da história de Banshun, atualizada para o início do século XXI". No entanto, ao contrário da virgem Noriko, a heroína do filme de Hou, Yoko, "vive sozinha, é independente da família e não tem intenção de se casar só porque está grávida".